# Зелена странка Северне Ирске
Зелена странка Северне Ирске (енгл. Green Party Northern Ireland) је политичка странка у Северној Ирској. Предводи је Клер Бејли.